# 繁信順一
繁信 順一（しげのぶ じゅんいち、1946年（昭和21年）4月15日 - 2021年（令和3年）7月7日）は、日本の政治家。今治市長（2期）。

## 経歴
愛媛県立今治西高等学校、京都大学工学部卒業。
1969年に京都大学卒業した後は公害防止機器メーカー社員を経て、1974年に今治市役所に入庁。主に開発畑を歩み、JR今治駅周辺の区画整理や今治新都市開発の業務に当たった。架橋推進課長、都市開発部長、総務調整部長などを歴任した。1997年には次期市長選挙での引退･不出馬を表明した岡島一夫今治市長から後継者として指名を受け市職員を退職。
1998年の今治市長選挙に出馬し、元愛媛県議会議員などの他の候補者を破り初当選を果たした。2001年の今治市長選挙では他に立候補が無く43年ぶりに無投票となり再選を果たした。
地産地消や有機農業に強いこだわりを持ち、市長在任中には学校給食に使われる米の地元産・特別栽培米（農薬や化学肥料を愛媛県の慣行栽培基準の50％以下に抑えて栽培した米）への切り替え、学校給食用パンの原料小麦のアメリカ産から今治産への切り替えなどの施策を打ち出している。なお今治市が学校給食の自校式調理場への転換を始めた1983年に学校給食課長を務めている。
平成の大合併が進む中で、一体感が強いこと、一部事務組合などを通じて共同処理の実績があること、人口19万人となり合併の効果が大きいこと、愛媛県が示した合併の基本パターンでも最も望ましいとされていることから今治市･越智郡 16市町村での合併を提案した。越智郡弓削町・生名村・岩城村・魚島村が合併し上島町となることになり、16市町村合併は果たせなかったものの2005年に今治市･朝倉村･玉川町･波方町･大西町･菊間町･吉海町･宮窪町･伯方町･上浦町･大三島町･関前村の12市町村での合併を果たした。
2004年に健康上の理由から12市町村が合併して誕生する新「今治市」の市長選挙には出馬しないことを表明した。
2021年7月7日に心不全のため死去した。叙正六位。

## 略歴
- 1969年 - 京都大学工学部卒業。
- 1974年 - 今治市役所に入庁。
- 1993年 - 都市開発部長[2]。
- 1997年 - 総務調整部長[2]。
- 1998年 - 今治市長選挙に出馬し、初当選。
- 2001年 - 今治市長選挙で無投票当選。再選を果たす。
- 2005年 - 今治市長を退任。

## 人物
- 趣味は囲碁、釣り、ゴルフ[2]。